# Aleida Calleja
Aleida Calleja Gutiérrez (Puebla de Zaragoza, Estat de Puebla, Mèxic, 30 de juliol de 1968) és una periodista, investigadora i funcionària pública mexicana. Des de 2019 és directora de l'Institut Mexicà de la Ràdio (IMER). La seva trajectòria professional s'ha enfocat en la radiodifusió pública, les ràdios comunitàries i els drets humans.

## Trajectòria
Calleja és llicenciada en comunicació per la Universitat Iberoamericana i mestra en Democràcia i Drets Humans per la Facultat Llatinoamericana de Ciències Socials (FLACSO Mèxic). El 1992 va iniciar la recerca per a la fundació d'una ràdio indigenista de Pobla, en la qual va coordinar el projecte el 1993 i va esdevenir directora a partir del 1994 de La veu de la serra nord de Pobla, radiodifusora comunitària basada a Cuetzalan i en la qual es va dedicar a promoure la difusió de grups artístics i a enregistrar música ritual i tradicional dels pobles indígenes de la zona.
El 2007 va ser nomenada vicepresidenta internacional de l'Associació Mundial de Ràdios Comunitàries.
El 2010 va ser elegida directora del Programa de Legislacions i Dret a la Comunicació de l'Associació Mundial de Ràdios Comunitàries a Amèrica Llatina i al Carib (AMARC-ALC). Va ser presidenta de l'Associació Mexicana del Dret a la Informació (AMEDI) i coordinadora d'advocació de l'Observatori Llatinoamericà de Regulació Mitjans i Convergència. Va ser integrant dels consells consultius d'Oxfam Mèxic i del comitè ciutadà de l'IMER.
Ha col·laborat en mitjans comunicatius com la Revista Mexicana de Comunicació, l'Etcètera, la Sòcol i el mitjà digital La Silla Rota.

## Obra
- No más medios a medias. Participación ciudadana en la revisión integral de legislación en medios electrónicos ("Prou de mitjans a mitges. Participació ciutadana a la revisió integral de legislació en els mitjans electrònics") (2001), amb Beatriz Solís i Irma Ávila
- Com permiso. La rádio comunitária a Mexico ("Amb permís. La ràdio comunitària a Mèxic") (2005) amb Beatriz Solís.[6]